# الیشا کوک جونیور
الیشا کوک جونیور (انگلیسی: Elisha Cook Jr.؛ ۲۶ دسامبر ۱۹۰۳ – ۱۸ مهٔ ۱۹۹۵) هنرپیشه اهل ایالات متحده آمریکا بود.
از فیلم‌هایی که وی در آن نقش داشته است، می‌توان به سربازهای یک چشم، ۱۹۴۱، شاهین مالت، توپ آتش، کشتن، بچه رزماری، گروهبان یورک، شین، خواب ابدی، تام هورن، قصر ارواح، گتسبی بزرگ، قهرمان، به عصر سختی‌ها خوش آمدید، به شکار ارواح می‌رویم، دیلینجر، ریشخند و قاتل مادرزاد اشاره کرد.